# Carlos Martín Plasencia
Carlos Martín Plasencia (Lleó, 1946) és un advocat i polític del Partit Socialista Obrer Espanyol (PSOE) que fou governador civil de les Illes Balears i el seu primer delegat del govern.
Martín era advocat i fou nomenat governador civil de les Illes Balears el desembre de 1982, càrrec que ocupà fins al 1984 quan passà a denominar-se delegat del govern. Fou el primer delegat del govern a les Illes Balears fins al 1989. Posteriorment fou director general d'Aviació Civil fins al 1991. Després fou delegat del Govern a las Societats Concessionàries d'Autopistes Nacional de Peatge fins al 1993.